# Étréham

Étréham este o comună în departamentul Calvados, Franța. În 1 ianuarie 2022 avea o populație de 327 de locuitori.